# Keleti liliom
A keleti liliom (Lilium Oriental Hybrids) az egyszikűek (Liliopsida) osztályának liliomvirágúak (Liliales) rendjébe, ezen belül a liliomfélék (Liliaceae) családjába tartozó hibrid növénycsoport.
Ebbe a csoportba tartozó dísznövények, a következő liliomok leszármazottai, illetve hibridjei: Lilium auratum, Lilium speciosum, Lilium nobilissimum, Lilium rubellum, Lilium alexandrae és Lilium japonicum.

## Előfordulása
Amint neve is utal rá, ezek a dísznövények ázsiai származású liliomokból jöttek létre. Manapság szoba és kerti dísznövényként ismertek. Számos termesztett változatát kialakították.

## Megjelenése
A keleti liliom 38-61 centiméter magasra nő meg. A kertekben két növény között 30-46 centiméter kell, hogy legyen. A bimbói, valamint a vörös, rózsaszín és fehér virágai sokáig árasztanak kellemes illatot. Nyáron virágzik.

## Életmódja
A jó napsütéses helyeket kedveli. 10-27 Celsius-fokos hőmérsékleteket tűri meg. A jó lefolyású talajokat igényeli. A rovarok kárt tehetnek benne.